# Aardbeving Jishishan 2023
De aardbeving in Jishishan vond plaats op 18 december 2023 om 23:59 UTC. Het bevingsgebied lag in het overwegend bergachtige gebied ten zuiden van de Gele Rivier, vlak bij de grens van Gansu met de provincie Qinghai. De kracht bedroeg 5,9 op de schaal van Richter. Het hypocentrum lag op een diepte van 10 kilometer op zo'n 100 kilometer van Lanzhou.
De reddingswerkzaamheden werden bemoeilijkt door de vrieskou met temperaturen tot -15 graden.